# Isla Anapia
Anapia, también conocida como la Isla de las vicuñas,es una isla peruana del lago Titicaca. Con una altura 3856 m s. n. m., se ubica en la parte sur del lago conocida como Wiñaymarca y es una de las islas que conforman el Archipiélago de Wiñaymarca. Administrativamente es parte del distrito de Anapia, ubicado en la provincia de Yunguyo en el  departamento de Puno.Su principal centro urbano es la localidad de Anapia, que además es la capital del mencionado distrito.

## Actividades
Los ciudadanos de la isla se dedican a las siguientes actividades:
Agricultura y gastronomía: En la isla se producen habas, oca, papa y maíz, elementos base de la dieta de los pobladores andinos. Asimismo, se desarrolla la pesca artesanal.  
Turismo rural y vivencial: En la isla se realizan caminatas guiadas, paseos en botes velerosy demostraciones de prácticas rituales como pagos a la Pachamama, a las huacas y al Sol. Asimismo, se producen artesanías con materiales del lugar, como fibra de alpaca, oveja y vicuña. 